# قمر جاوید بجوا
قمر جاوید بجوا (انگلیسی: Qamar Javed Bajwa؛ زادهٔ ۱۱ نوامبر ۱۹۶۰) فرمانده نظامی اهل پاکستان است، که هم‌اکنون به‌عنوان رئیس ستاد ارتش پاکستان فعالیت می‌کند.